# Sacrificio (película)
Sacrificio (título original en sueco: Offret [sacrificio, víctima, ofertorio, ofrenda]) es una coproducción anglo-franco-sueca, dirigida por el cineasta ruso Andréi Tarkovski. Fue su séptimo y último trabajo. El estreno tuvo lugar en el Festival de Cannes el 9 de mayo de 1986, apenas unas semanas después del desastre nuclear de Chernóbil y apenas ocho meses antes de la muerte de su director (que ocurrió el 29 de diciembre de ese mismo año), que la había filmado mientras padecía un cáncer terminal. Está dedicada al hijo de Tarkovski: «Con esperanza y confianza».

Para entender algunas cuestiones de este filme, hay que considerar que se realizó en uno de los momentos álgidos de la Guerra Fría, es decir, cuando se consideraba muy probable un holocausto bélico nuclear a nivel global. Por otra parte, en esta película, Tarkovski sigue las premisas estéticas de Aristóteles: concentrar totalmente una historia en un solo día solar (es decir desde que sale el sol hasta que vuelve a salir).

## Argumento
Alexander es un ex actor y profesor de estética y crítica de arte  que vive apartado con su hijo Gossen y su hija Martha en una isla escandinava. Es el día de su cumpleaños y ayudado por su hijo (Gossen) planta un árbol casi en la playa. El niño de seis años de edad no puede hablar debido a una cirugía en la garganta. El niño mudo lo acompaña y Alexander le comienza contar una historia: «...un día un viejo monje plantó un árbol muerto y le encargó a su discípulo regarlo todos los días. Después de 3 años el árbol muerto dio flores» (en alusión a la leyenda de Juan el Enano). Con esta historia Alexander quería explicar a su hijo la importancia de seguir un método, según su opinión, haciendo algo metódicamente se podría cambiar el mundo de cierta forma.

Luego el cartero del pueblo, Otto, que es amigo de Alexander, se presenta en bicicleta con un telegrama dirigido a Alexander. Después comienzan a hablar sobre el enano de Así habló Zaratustra de Nietzsche y filosofan sobre el ciclo de la vida y la reencarnación. Alexander y su hijo siguen paseando, luego llega su exesposa Adelaide acompañada de Victor, quienes saludan. Victor que es médico, examina al niño. Adelaide y Victor se dirigen a la casa, mientras Alexander se queda con su hijo en el campo. Él filosofa sobre el estado de la civilización, especialmente en el progreso de la ciencia y la falta de acción de las personas. En ese momento sufre un fuerte dolor en el pecho y se desploma. A esto le sigue una secuencia en blanco y negro que muestra una calle desolada llena de escombros y papeles con un auto volcado en medio. 

En la próxima escena se ve a Alexander hojeando un libro de ilustraciones, iconos rusos impresos en un libro de arte que recibe como regalo de parte de Victor mientras conversan sobre la vida y los fracasos. Dos criadas (María y Julia) preparan la comida, llega Otto con su regalo, un grande y antiguo mapa de Europa enmarcado. Otto tiene una extraña afición, así como otros reúnen sellos él se documenta respecto a fenómenos extraños e inexplicables y colecciona pruebas de su veracidad.

De repente el cielo se oscurece, la tierra tiembla, los platos y los vasos tiemblan con la tierra. Los asistentes están paralizados por el miedo y el horror. A partir de los fragmentos de un discurso en la televisión se anuncia el comienzo de una guerra donde se insta a la población a quedarse en sus hogares o donde estén siempre en orden. La televisión se apaga; a partir de ese momento la escena es una reminiscencia del estallido de una guerra nuclear mundial. Victor calma un ataque de histeria de Adelaide aplicándole una inyección. Gossen está en su cuarto durmiendo. María, la empleada se ha ido a su casa. Adelaide despierta y comienza a hablar con Otto sobre el amor y la necedad del ser humano. Le confiesa que a pesar de haberse casado con Alexander, sigue amando a Victor. Victor oye la conversación y se alegra de que por fin lo haya comprendido. Se besan en las mejillas y se disponen a cenar. Otto también se va a su casa.

Alexander desesperadamente vaga. Luego reza el Pater Noster (Padre nuestro) y llorando se impone una promesa: le va a sacrificar todo, su familia y su hijo, su casa y todo lo que él ama, si Dios hace que todo esté de nuevo como en la mañana.
Se ve a Martha desnudándose y llamando a Victor desde su habitación.

En esos momentos la película, ya de por sí caracterizada por sus colores mustios y bastante apagados, vira prácticamente al blanco y negro.

Otto vuelve y habla con Alexander. Trata de hacerlo entender que debe ir a la casa de la criada María quien es una bruja y es la única esperanza de que todo vuelva a la normalidad, para esto debe acostarse con ella. Alexander entiende con dificultad pero al final decide que irá a ver a María. Toma una pistola que tiene Victor en su bolso y sale de la casa. Cuando Alexander llega donde María, esta no entiende qué es lo que quiere Alexander pero lo hace pasar. Alexander le cuenta recuerdos que tiene de su madre, padre y hermana. Luego le pide a María que lo ame, como esta se asusta y lo aparta él saca la pistola y amenaza con dispararse. María se desnuda y comienza a besarlo. Mientras mantienen la relación sexual ambos flotan en el aire en silencio.
Se ve nuevamente la escena en blanco y negro que muestra la calle desolada llena de escombros y papeles con un auto volcado en medio,
pero esta vez hay mucha gente corriendo descontroladamente y sin rumbo fijo, la cámara avanza hasta llegar a un niño (Gossen), inmóvil entre telas blancas manchadas de sangre, luego se ve a María vestida como Adelaide al lado de Alexander quien está recostado de espalda bajo un árbol. Mientras toda esta escena avanza se escuchan los gemidos de Alexander asustado.
Cuando Alexander se despierta a la mañana siguiente en casa, todo parece estar como al inicio de la película. Abre los ojos y dice: "Mamá" y se levanta confundido, no está claro si Alexander ha soñado todos los eventos. Se levanta y deja una nota diciendo que estará con su hijo en la playa y les extiende la invitación para que se unan a ellos. Durante el desayuno, Adelaide y Victor discuten porque este la dejará y se irá a Australia con una muy tentadora oferta de trabajo. Victor ya no soporta a Adelaide y solo quiere separarse de ella. Alexander en realidad no está en la playa sino que se esconde y se queda en su casa a la espera de que todos se vayan. Cuando queda solo le prende fuego a la casa y se sienta a mirar cómo ésta arde. Después de unos minutos llegan corriendo Adelaide, Victor, Martha y Julia. Antes de que las últimas llamas dejen completamente carbonizada a la que fuera su vivienda aparece una ambulancia del hospital psiquiátrico, los paramédicos en presencia de su familia lo llevan a un manicomio, se ha cumplido la promesa: Alexander no solo ha destruido su casa sino que ha perdido a su familia. El hijo de Alexander, sin saber lo que ha pasado, mirando al árbol, habla por primera vez y dice: "En el principio era el Verbo. ¿Por qué, papá?... "

## Reparto
| Actor                 | Personaje                          |
| --------------------- | ---------------------------------- |
| Erland Josephson      | Alexander                          |
| Susan Fleetwood       | Adelaide, la esposa de Alexander   |
| Allan Edwall          | Otto                               |
| Guðrún S. Gísladóttir | María                              |
| Sven Wollter          | Victor                             |
| Valérie Mairesse      | Julia                              |
| Filippa Franzén       | Marta                              |
| Tommy Kjellqvist      | Gossen o Bubby o, el Hombrecito    |
| Per Källman           | Paramédico conductor de ambulancia |
| Tommy Nordahl         | Paramédico conductor de ambulancia |

## Ficha técnica complementaria
|                          | Datos                                   |
| ------------------------ | --------------------------------------- |
| Título                   | Sacrificio (Offret, Sacrificatio)       |
| Asistente de dirección   | Kerstin Eriksdotter                     |
| Escenografía             | Anna Asp                                |
| Edición                  | Andréi Tarkovski y Michal Leszczyłowski |
| Producción               | Anna-Lena Wibom                         |
| Idioma                   | Sueco, inglés, francés                  |
| Países de origen         | Suecia y Francia                        |
| Compañía de Distribución | Sandrew (Suecia)                        |

## Música
En esta película la música tiene una función muy destacada al crear climas emotivos, así la banda sonora incluye tres piezas distintas: la apasionada  aria Erbarme dich (ten piedad de mí) de Johann Sebastian Bach, la relajante música japonesa interpretada en flauta por Watazumi Doso Roshi  y misteriosos cantos tradicionales de los bosques suecos (que en los viejos tiempos las niñas del campo utilizaban para llamar de vuelta a la casa al ganado que pastaba entre los bosques).
Música: Aria alto "Erbarme dich" de la Pasión según San Mateo de JS Bach (BWV 244, la creación de 1727 o 1729) (Director: Wolfgang Gönnenwein / Alto: Julia Hamari)., Solo de flauta japonesa -Watazumido Shuso  ;
- Johann Sebastian Bach
"Matthäus-Passion" Erbarme Dich
Wolfgang Gönnenwein (director) / Julia Hamari (alto)
EMI-Electrola GmbH LC 0233. En los créditos y en el final se destaca el kyrie eleison de la Pasión según san Mateo.

- Watazumido-Shuso, Hotchiku flöjt (海童道祖　法竹)"
"Shingetsu"　(心月)
"Nezasa No Shirabe" (根笹調)
"Dai-Bosatsu"　(大菩薩)
The Everest Records Group 3289

- "Locklåtar från Dalarna och Härjedalen" (canciones de apelación al ganado de las provincias centrales de Dalarna y Härjedalen)
Elin Lisslass, Karin Edvards Johansson, Tjugmyr Maria Larsson, o.a.
SR Records RELP 5017

## Características de la obra
Aunque no es un filme religioso, sí puede considerarse místico, indicio de ello, además del título, es el prolongado cameo que se posa en la pintura de la Adoración de los magos (ca. 1481) de Leonardo, ya sea durante los créditos iniciales como sobre los finales mientras la banda sonora reproduce la música religiosa de J.S. Bach.

Esto hace que, en gran medida, esta película resulte críptica, hermética, habiendo en ella ciertas afinidades con el surrealismo, con el realismo mágico y mucho de existencialismo. Por estos mismos motivos, existen dos miradas críticas antagónicas: para muchos, Sacrificio no pasa de ser una obra incoherente; para otros, en cambio, es una de las mayores (y más profundas) obras de arte de la cinematografía.

En todo caso, lo que es indiscutiblemente claro es que Sacrificio tiene un mensaje pacifista. También es evidente que Alexander es el alter ego del mismo Tarkovski y que esta película es su sacrificio póstumo.

La historia es casi mínima: el hijo metaforiza a la esperanza, si se vive en un mundo absurdo quizás el mismo absurdo transformado en sacrificio impondrá un principio de razón suficiente; por ejemplo, la única y final frase del hijo es una llamada a la razón: «En el principio era el Verbo...¿por qué papá...?».

Y la razón requiere del silencio para la reflexión: el silencio es importante en esta obra, casi al inicio Alexander le dice a su hijo: «Estás mudo como un pequeño pez», también es el silencio la única "respuesta" que tiene Alexander cuando es apresado y llevado al manicomio.
La obra también lleva el sello del fotógrafo Sven Nykvist y de la diseñadora de producción Anna Asp  (el primero supo ser fotógrafo de Ingmar Bergman y Asp fue decoradora en Fanny y Alexander también obra de Bergman), así la película tiene mucho de puesta teatral, de especie de obra de teatro  filmada con amplios y estáticos planos abiertos, por eso se observan tomas prolongadas alternadas con planos fijos, profundidad de campo y largos monólogos con un plano secuencia inicial de nueve minutos 20 segundos en travelling  en que Alexander habla con el hijo.  Entonces resulta patente que se trata de cine de ideas sin tiempos muertos (aun cuando parece quieta, la cámara se desplaza constantemente), no del mero cine de acción.
Hay 115 tomas en toda la película. La mayor parte de la película tiene lugar dentro o alrededor de una casa construida especialmente para la producción. La escena culminante en el final de la película es un largo travelling en el que Alexander quema su casa y sus posesiones. Tal travelling fue rodado en 1 minuto con 56 segundos, esa toma era muy difícil de lograr. En un principio, pese a las protestas de Sven Nykvist, solo se utilizó una cámara. Durante el rodaje de la casa en llamas la cámara se atascó arruinando las imágenes. (Este percance está documentado en el documental titulado Un día en la vida de Andréi Arsénievich (1999) de Chris Marker) de modo que esa escena tuvo que ser nuevamente rodada, lo que requirió una reconstrucción rápida y muy costosa de la casa en dos semanas. En el segundo rodaje de la escena se usaron a la vez dos cámaras que se instalaron sobre pistas paralelas. Este episodio constituye la parte final del documental Dirigido por Andréi Tarkovski (1988) de Michal Leszczylowski.

## Premios y nominaciones
Esta película fue filmada con la ayuda de los colaboradores habituales del cineasta sueco Ingmar Bergman, ganó cuatro premios en el Festival de Cine de Cannes, un hecho sin precedentes en la historia del cine ruso. Sin embargo, en esos meses Andréi Tarkovski estaba sufriendo los estragos del cáncer y le fue imposible asistir a recoger el Premio Especial del Jurado que obtuvo esta película, y fue su hijo Andriushka quien lo recogió ante un aplauso general que se prolongó durante varios minutos.
- Festival de Cannes 1986: Gran Premio Especial del Jurado,
- Premio por la contribución artística (Sven Nykvist), premio del Jurado Ecuménico, Premio FIPRESCI;
- BAFTA: mejor film extranjero;
- Seminci 1986: Espiga de oro para el mejor film.